# Лапеби, Ги
Ги Лапеби (фр. Guy Lapébie, 28 ноября 1916, Сен-Жоюр-де-Марамн, Ланды, Франция — 8 марта 2010, Баньер-де-Люшон, Гаронна Верхняя, Франция) — французский шоссейный велогонщик, двукратный олимпийский чемпион Берлина (1936).
На Олимпийских играх 1936 г. в Берлине завоевал две золотые медали в групповых гонках — в командной гонке преследования на 4000 м и в командной шоссейной гонке и серебряную медаль — в групповой шоссейной гонке.
Был третьим в общем зачёте на Тур де Франс (1948), побеждал на шестидневках в Париже (1949), Сент-Этьенне (1950), Ганновере (1951), Дортмунде (1952) и Берлине (1952).